# Ontvoering van Heinrich Kreipe
De ontvoering van Heinrich Kreipe was een gezamenlijke operatie van de Britse Special Operations Executive (SOE) en het Kretenzer verzet in de Tweede Wereldoorlog.

## Achtergrond

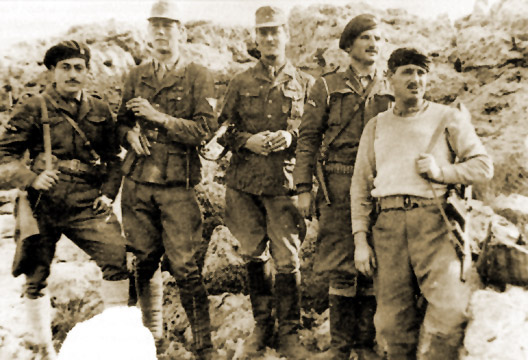
De ontvoerders van generaal Kreipe in 1944 van links naar rechts: Georgios Tyrakis, William Stanley Moss, Patrick Leigh Fermor, Emmanouil Paterakis en Antonios Papaleonidas

Voor Griekenland begon de Tweede Wereldoorlog met de Italiaanse invasie van Albanië op 28 oktober 1940. Griekenland weerstond aanvankelijk de eerste aanval en ging zelfs in het offensief. Pas na Duitse inmenging in april 1941 moesten de Grieken, intussen versterkt met geallieerde troepen uit onder andere Australië, Groot-Brittannië en Nieuw-Zeeland, zich gewonnen geven. Het eiland Kreta hield langer stand, maar werd in mei 1941 met behulp van luchtlandingstroepen ingenomen.
Vanaf vrijwel het begin van de Duitse bezetting bood het Kretenzer verzet fel tegenstand. Zij hielpen achtergebleven geallieerde soldaten naar Egypte, op dat moment een Brits protectoraat, te ontkomen. Mede daardoor ontstond er een goede band tussen het Kretenzer verzet en de Caïro-afdeling van de SOE. Zij stuurde geheime agenten naar het eiland en hielp de opstandelingen aan materialen en munitie.
Italië hield een deel van het eiland bezet. Na de capitulatie van het Koninkrijk Italië en de vorming van de Italiaanse Socialistische Republiek legde de Italiaanse bevelhebber op Kreta, luitenant-generaal Angelico Carta, contact met de Britten. Samen met een aantal van zijn stafleden werd hij met een Motor Torpedo Boat opgepikt en kwam op 23 september 1943 aan in Marsa Matruh.
Door de Britse geheim agent Xan Fielding was in november 1942 al voorgesteld om de Duitse bevelhebber op het eiland Alexander Andrae, of later zijn opvolger Bruno Bräuer, te ontvoeren. Aan geen van deze plannen werd uitvoering gegeven. De succesvolle ontsnapping van Carta bracht de Britten ertoe het plan te heroverwegen. In 1943 deden majoor Patrick Leigh Fermor en kapitein William Stanley Moss het voorstel om de nieuwe militaire gouverneur op Kreta generaal Friedrich-Wilhelm Müller te ontvoeren. Müller had een zeer gewelddadige reputatie opgebouwd en had persoonlijk opdracht gegeven tot massa-executies, martelingen, het platbranden van dorpen op grote schaal en het aanzetten tot dwangarbeid. Het idee was dat de ontvoering van Müller het Kretenzer verzet een morele boost zou geven. Tegelijkertijd zou de Duitse bezetter zich nog minder veilig wanen.
Fermor en Moss vormden een team dat verder bestond uit Georgios Tyrakis en Emmanouil Paterakis. Zij ondergingen een speciale training in Palestina. Zij zouden op 4 februari 1944 worden gedropt op Kreta, maar door de dichte bewolking sprong alleen Fermor. Hij werd opgewacht door SOE-kapitein Sandy Rendel en leden van het verzet. De rest van het team bereikte Kreta pas twee maanden later. Müller werd op 1 maart 1944 vervangen door majoor-generaal Heinrich Kreipe. Hij had eerder gevochten in het Beleg van Leningrad en bij Koeban, maar stond niet bekend als een gewelddadig persoon. Desondanks besloten Fermor en zijn team om de operatie voort te zetten.

## Ontvoering
De eerste weken van april 1944 werden gebruikt om Kreipe te schaduwen en de operatie verder uit te werken. Het besluit viel om hem te ontvoeren tijdens een autorit van zijn villa in Knossos naar het divisiehoofdkwartier in Anno Archaness acht kilometer verderop. Vanwege het vele verkeer moest de actie in de avond plaatsvinden.
De villa van de generaal werd constant in de gaten gehouden. Op 26 april kwam het bericht dat hij de villa verliet. Fermor en Stanley Moss droegen Duitse uniformen van de Feldgendarmerie en hielden de wagen aan. Op dat moment was het half tien in de avond. Zij overmeesterden Kreipe en bonden hem vast. De chauffeur werd uitgeschakeld met een slag op het hoofd. Stanley Moss ging achter het stuur zitten en Fermor trok het generaalsuniform aan. Tyrakis en Paterakis namen zitting op de achterbank en de auto zette koers richting Iraklion. Kreipe stond er om bekend bij wegcontroles ongeduldig te reageren naar ondergeschikten. Mede daardoor lukte het Fermor om langs 22 wegblokkades te komen zonder gecontroleerd te worden. De kar stopte bij de weg richting Rethimnon. Om represaillemaatregelen tegen de lokale bevolking te voorkomen werd er een briefje achtergelaten bij de auto, waaruit moest blijken dat de actie geheel door Britse speciale troepen was uitgevoerd.
Kreipe werd via een bergpad naar Anogeia geleid. Zijn chauffeur was direct na de overval op de wagen meegenomen door Kretenzer verzetsleden, maar werd doodgeschoten, omdat hij het looptempo niet kon bij houden. Na de verdwijning stelde het Duitse garnizoen op Kreta dat nog altijd meer dan dertigduizend man telde, alles in het werk om Kreipe terug te vinden. Door problemen met de radioverbinding verliep zijn evacuatie door de SOE van het eiland minder snel dan de bedoeling was. Een bericht van de British Broadcasting Company had de Duitsers duidelijk gemaakt dat Kreipe zich nog op het eiland bevond. Hij werd uiteindelijk samen met het team, twee andere Duitse krijgsgevangen en een Russische deserteur op 14 mei door een Britse boot opgepikt en overgebracht naar Egypte.

## Nasleep
De BBC maakte het nieuws van de ontvoering wereldkundig. De RAF wierp pamfletten uit boven Kreta. Majoor Fermor ontving in juli 1944 de Distinguished Service Order en kapitein Stanley Moss ontving het Military Cross voor zijn bijdrage.
Achteraf werden er vraagtekens bij de actie gesteld, ondanks de klap die het opleverde voor het Duitse moreel. Kreipe was geen fanatiek nazi. Hij beschikte ook over relatief weinig belangrijke informatie. Door de invasie in Normandië op 6 juni 1944 en de ineenstorting van het Oostfront nam het strategische belang van Kreta kort na de ontvoering snel af.
Duitse represailles direct na de aanslag bleven uit. Wel werd de ontvoering door de Duitsers genoemd als een van de redenen voor een operatie die bekend kwam te staan als de holocaust van Kedros in augustus 1944. Negen dorpen werden aangevallen en platgebrand, 164 dorpelingen vonden de dood.
In 1957 kwam de film Ill Met by Moonlight uit, met Dirk Bogarde in de hoofdrol. De film was gebaseerd op het gelijknamige boek over de ontvoering van Stanley Moss. Kreipe, die in 1947 werd vrijgelaten uit krijgsgevangenschap, ontmoette zijn ontvoerder in 1972 bij een programma voor de Griekse televisie.